# Правила дорожнього руху України

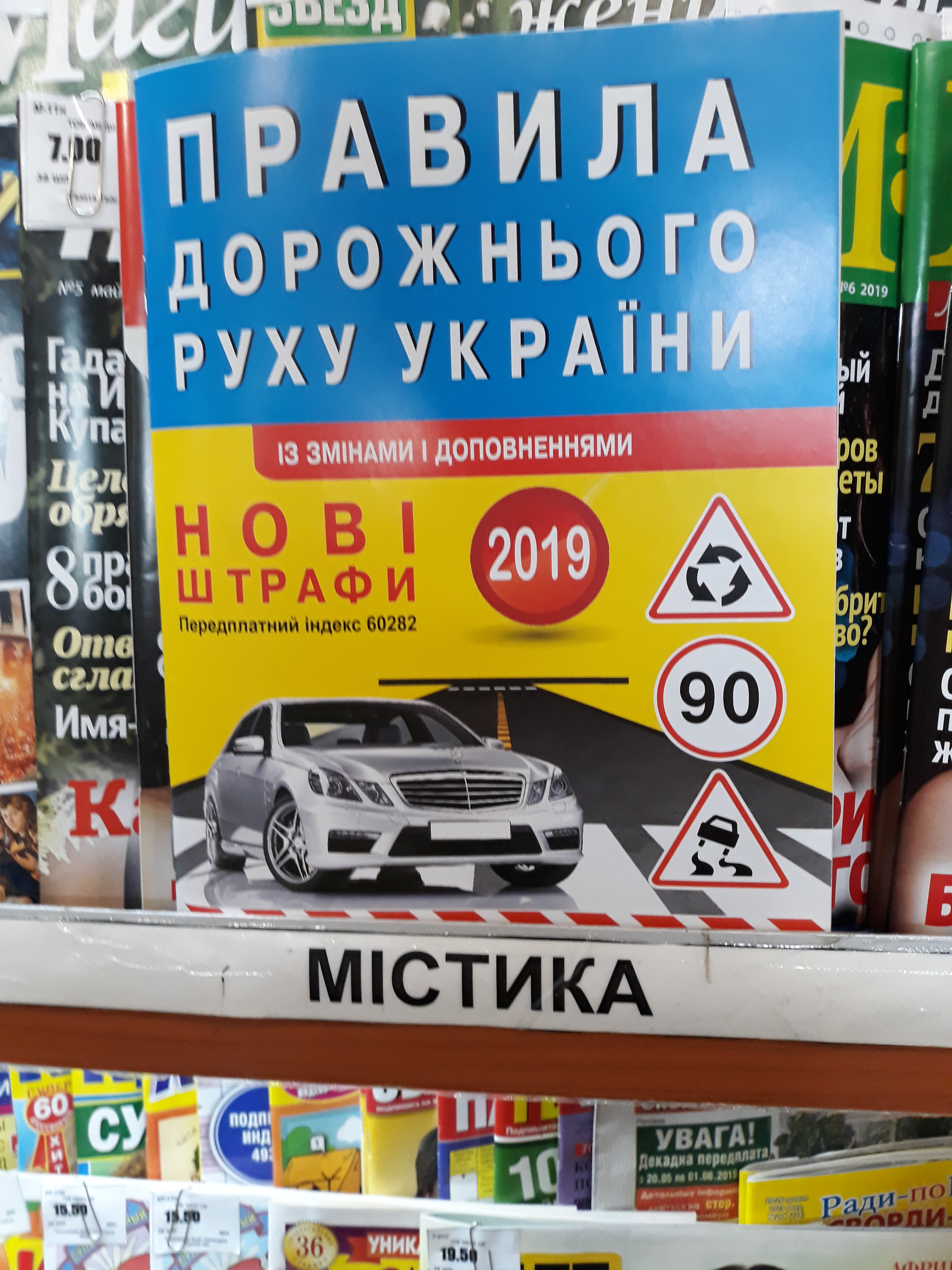
Брошура ПДР України у продажу (2019)

Правила дорожнього руху України (ПДР) — системний перелік правил для безпеки дорожнього руху в Україні. Як і ПДР інших країн, Правила дорожнього руху України регулюють обов'язки водіїв та пішоходів, а також визначають технічні вимоги до транспортних засобів.
Чинні ПДР України затверджені Постановою Кабінету Міністрів України від 10 жовтня 2001 р. № 1306, яка набрала чинності з 1 січня 2002 року. До того діяли ПДР, затверджені Постановою КМУ від 31 грудня 1993 р. № 1094. У СРСР діяли ПДР, затверджені в 1940, 1960, 1973, 1980, 1986 роках.
ПДР України засновані на Законі України «Про дорожній рух» та Віденській конвенції про дорожній рух 1968 року (ратифікованої Українською РСР 1974 року). Уніфікація цих правил з міжнародними стандартами є важливим фактором полегшення міжнародного дорожнього руху та підвищення безпеки на дорогах.

## Зміст
ПДР України містять наступні розділи:
1. Загальні положення
Основне: В Україні установлено правосторонній рух транспортних засобів; учасники дорожнього руху зобов'язані знати й неухильно виконувати вимоги цих Правил, а також бути взаємно ввічливими; кожний учасник дорожнього руху має право розраховувати на те, що й інші учасники виконують ці Правила; дії або бездіяльність учасників дорожнього руху та інших осіб не повинні створювати небезпеку чи перешкоду для руху, загрожувати життю або здоров'ю громадян, завдавати матеріальних збитків; перелік і значення термінів.

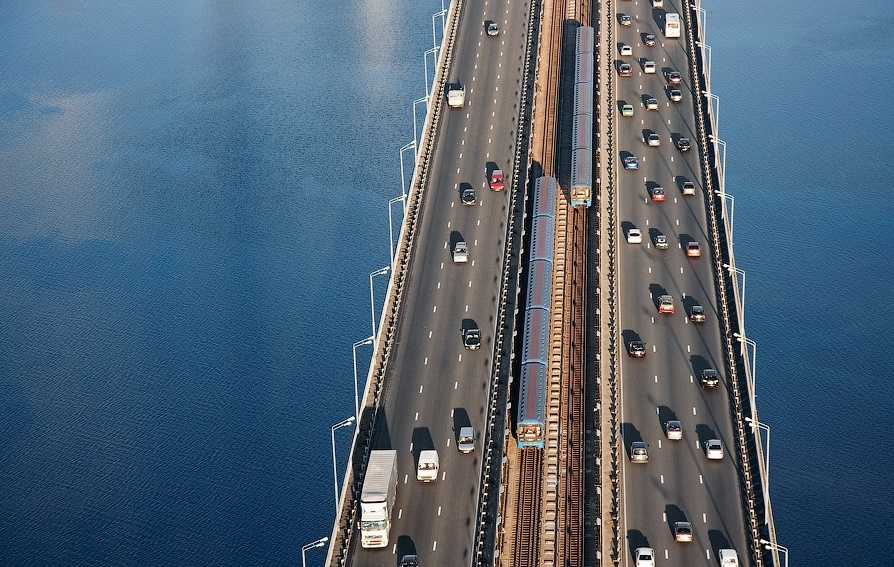
Дорожній рух на Південному мосту в Києві

2. Обов'язки і права водіїв механічних транспортних засобів
Основне: Що повинен мати при собі водій; передання керування транспортним засобом іншій особі; інші обов'язки; що забороняється водієві; обов'язки в разі причетності до ДТП; права власника ТЗ і водія; хто може бути водієм; категорії ТЗ.
3. Рух транспортних засобів із спеціальними сигналами
Основне: Водії оперативних ТЗ, виконуючи невідкладне службове завдання, можуть відступати від певних вимог ПДР; види проблискових маячків і переваги ТЗ з ними.
4. Обов'язки і права пішоходів
Основне: З якого боку повинні рухатися пішоходи; інші обов'язки пішоходів; що забороняється пішоходам; їх права.
5. Обов'язки і права пасажирів
Основне: Як здійснювати посадку (висадку) пасажирів; інші обов'язки пасажирів; що забороняється пасажирам; їх права.
6. Вимоги до велосипедистів
Основне: Рухатися по дорозі на велосипедах дозволяється особам, які досягли 14-річного віку; чим повинен бути обладнаний велосипед; що забороняється велосипедистам.
7. Вимоги до осіб, які керують гужовим транспортом, і погоничів тварин
Основне: Керувати гужовим транспортом та переганяти тварин по дорозі дозволяється особам, не молодшим 14-річного віку; чим повинен бути обладнаний гужовий віз (сани); переганяти стадо тварин по дорозі дозволяється лише у світлу пору доби; що забороняється особам, що керують гужовим транспортом, і погоничам тварин.
8. Регулювання дорожнього руху
Основне: Регулювання дорожнього руху здійснюється за допомогою дорожніх знаків, дорожньої розмітки, дорожнього обладнання, світлофорів, а також регулювальниками; дорожні знаки мають перевагу перед дорожньою розміткою; вимоги до дорожніх знаків; сигнали регулювальника мають перевагу перед сигналами світлофорів та вимогами дорожніх знаків; види дорожніх знаків: попереджувальні, пріоритету, заборонні, наказові, інформаційно-вказівні, сервісу, таблички; дорожня розмітка поділяється на горизонтальну та вертикальну; дорожнє обладнання як допоміжний засіб регулювання дорожнього руху; світлофори призначені для регулювання руху транспортних засобів і пішоходів, мають світлові сигнали зеленого, жовтого, червоного і біло-місячного кольорів, які розташовані вертикально чи горизонтально; значення сигналів світлофора; сигнали регулювальника — це положення його корпуса, а також жести руками, в тому числі з жезлом або диском з червоним світлоповертачем; значення сигналів регулювальника.
9. Попереджувальні сигнали
Основне: Попереджувальними сигналами є: а) сигнали, що подаються світловими покажчиками повороту або рукою, б) звукові сигнали, в) перемикання світла фар, г) увімкнення ближнього світла фар у світлу пору доби, ґ) увімкнення аварійної сигналізації, сигналів гальмування, ліхтаря заднього ходу, розпізнавального знака автопоїзда, д) увімкнення проблискового маячка оранжевого кольору; коли вони подаються.

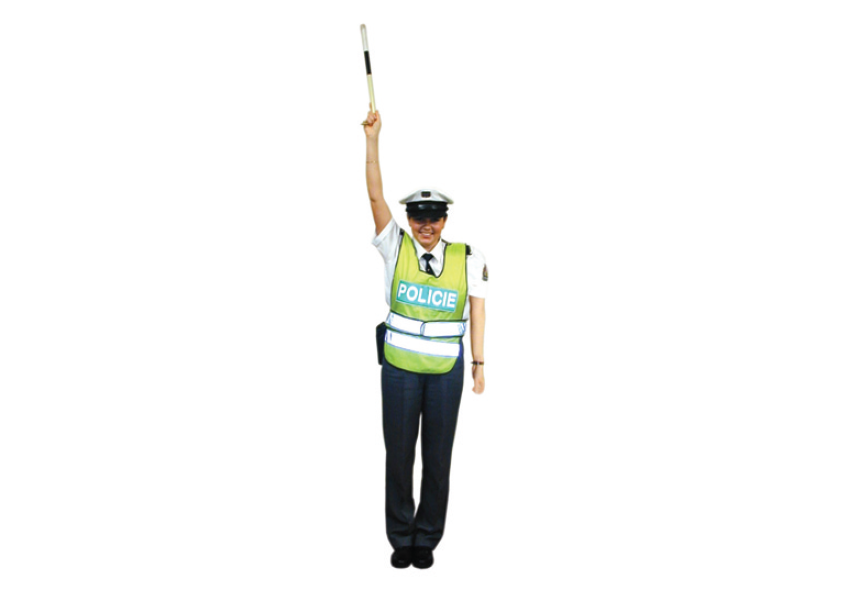
Регулювальник

10. Початок руху та зміна його напрямку
Основне: Вимоги до водія перед початком руху, перестроюванням та будь-якою зміною напрямку руху; водій, який знаходиться ліворуч, повинен дати дорогу ТЗ, що знаходиться праворуч (Перешкода праворуч); правила щодо повороту, розвороту, руху заднім ходом.
11. Розташування транспортних засобів на дорозі
Основне: Кількість смуг на проїзній частині для руху нерейкових ТЗ; на дорогах, які мають дві і більше смуг для руху в одному напрямку, нерейкові ТЗ повинні рухатися якнайближче до правого краю проїзної частини, крім певних випадків; рух по трамвайній колії; при інтенсивному русі змінювати смугу дозволяється лише для об'їзду перешкоди, повороту, розвороту або зупинки.
12. Швидкість руху
Основне: Під час вибору в установлених межах безпечної швидкості руху водій повинен ураховувати дорожню обстановку, а також особливості вантажу, що перевозиться, і стан ТЗ, щоб мати змогу постійно контролювати його рух та безпечно керувати ним; У населених пунктах рух дозволяється із швидкістю не більше 50 км/год; дозволена швидкість поза населеними пунктами для різних ТЗ; що забороняється водієві.
13. Дистанція, інтервал, зустрічний роз'їзд
Основне: Водій залежно від швидкості руху, дорожньої обстановки, особливостей вантажу, що перевозиться, і стану ТЗ повинен дотримувати безпечної дистанції та безпечного інтервалу; якщо зустрічний роз'їзд утруднений, водій, на смузі руху якого є перешкода, повинен дати дорогу; на ділянках доріг, позначених знаками «Крутий підйом» і «Крутий спуск», дати дорогу повинен водій ТЗ, що рухається на спуск.
14. Обгін
Основне: У чому повинен переконатися водій перед початком обгону; водієві ТЗ, якого обганяють, забороняється перешкоджати обгону; де обгін заборонено.
15. Зупинка і стоянка
Основне: За відсутності спеціально відведених місць чи узбіччя або коли зупинка чи стоянка там неможливі, вони дозволяються біля правого краю проїзної частини; де забороняються зупинка і стоянка; водій не повинен залишати ТЗ, не вживши всіх заходів, щоб не допустити його самовільного руху, проникнення до нього і (або) незаконного заволодіння ним.
16. Проїзд перехресть
Основне: Перехрестя, де черговість проїзду визначається сигналами світлофора чи регулювальника, вважається регульованим. На такому перехресті знаки пріоритету не діють; у разі вимкнення світлофора або його роботи в режимі миготіння сигналу жовтого кольору та відсутності регулювальника перехрестя вважається нерегульованим; кому і в якій черговості слід давати дорогу на регульованих та нерегульованих перехрестях.

Схема перехрестя автомобільних доріг

17. Переваги маршрутних транспортних засобів
Основне: Забороняються рух і зупинка інших ТЗ на смузі для маршрутних ТЗ.
18. Проїзд пішохідних переходів і зупинок транспортних засобів
Основне: Водій ТЗ, що наближається до нерегульованого пішохідного переходу, повинен зменшити швидкість, а в разі потреби зупинитися, щоб дати дорогу пішоходам; у будь-якому місці водій повинен пропустити сліпих пішоходів, які подають сигнал тростиною білого кольору, спрямованою вперед; забороняється в'їжджати на пішохідний перехід, якщо за ним утворився затор, який змусить водія зупинитися на цьому переході; потрібно дати дорогу пішоходам, які йдуть до (або від) трамвая, що стоїть на зупинці.

Знак 5.35.1 «Пішохідний перехід»

19. Користування зовнішніми світловими приладами
Основне: Коли, які, та на яких ТЗ повинні бути ввімкнені світлові пристрої (фари ближнього або дальнього світла / фари або ліхтарі / протитуманні фари або задні протитуманні ліхтарі / габаритні або стоянкові ліхтарі / аварійна світлова сигналізація / фара-прожектор і фара-шукач / сигнали гальмування / знак автопоїзда); дальнє світло слід перемикати на ближнє не менш як за 250 м до зустрічного ТЗ; що робити в разі засліплення.
20. Рух через залізничні переїзди
Основне: Водії ТЗ можуть перетинати залізничні колії лише на залізничних переїздах; коли забороняється рух через переїзд; що робити у разі вимушеної зупинки на переїзді.
21. Перевезення пасажирів
Основне: Умови, за яких дозволяється перевезення пасажирів; яких пасажирів і коли забороняється перевозити.
22. Перевезення вантажу
Основне: Маса вантажу, що перевозиться, і розподіл навантаження на осі не повинні перевищувати величин, визначених технічною характеристикою даного ТЗ; водій перед початком руху зобов'язаний перевірити надійність розташування і кріплення вантажу, а під час руху — контролювати це, щоб запобігти його падінню, волочінню, травмуванню супроводжуючих осіб чи створенню перешкод для руху; який вантаж має бути позначений або здійснюватися за спеціальними правилами.

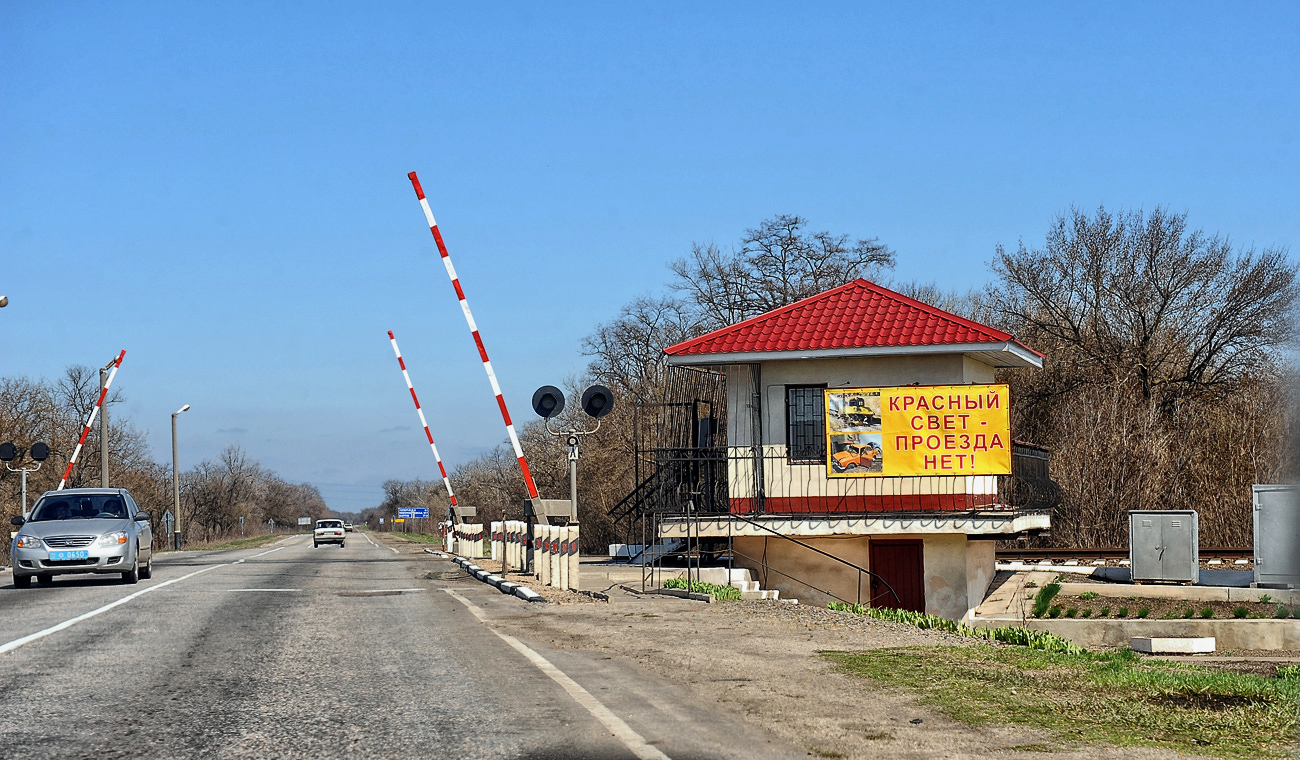
Залізничний переїзд

23. Буксирування та експлуатація транспортних составів
Основне: Буксирування повинно виконуватися механічним ТЗ без причепа і з технічно справними зчіпними пристроями; буксирування здійснюється із застосуванням жорсткого або гнучкого зчеплення, із частковим навантаженням на платформу або на спеціальне опорне пристосування; при буксируванні на гнучкому зчепленні в буксированому ТЗ повинні бути справними робоча гальмова система і рульове керування, а на жорсткому зчепленні — рульове керування; за яких умов буксирування забороняється.
24. Навчальна їзда
Основне: Особам, котрі навчаються водінню автомобіля, повинно бути не менше 16 років, а мотоцикла чи мопеда — 14 років; особа, яка навчається водінню ТЗ, зобов'язана знати і виконувати вимоги цих Правил; навчальна їзда на дорогах дозволяється тільки в присутності спеціаліста з підготовки водіїв і за достатніх початкових навичок водіння у того, хто навчається; автомобілі, які систематично використовуються для навчання, повинні бути обладнані додатковими педалями зчеплення, акселератора і гальмування, дзеркалом заднього виду; забороняється навчання водінню транспортних засобів у житловій зоні, на дорогах для автомобілів та на автомагістралях.
25. Рух транспортних засобів у колонах
Основне: ТЗ повинні рухатися в колоні лише в один ряд якнайближче до правого краю проїзної частини, за винятком випадків, коли вони супроводжуються оперативними ТЗ; іншим ТЗ забороняється займати місце для постійного руху в колоні.
26. Рух у житловій та пішохідній зоні
Основне: Пішоходи мають перевагу перед ТЗ у житловій та пішохідній зоні, але не повинні створювати безпідставних перешкод для їхнього руху; що забороняється у житловій зоні.
27. Рух по автомагістралях і дорогах для автомобілів
Основне: Що забороняється на автомагістралях і дорогах для автомобілів; пішоходи можуть переходити проїзну частину лише по підземних або надземних пішохідних переходах.

Знак 5.1 «Автомагістраль»

28. Рух по гірських дорогах і на крутих спусках
Основне: На гірських дорогах і крутих спусках, де зустрічний роз'їзд утруднено, водій транспортного засобу, що рухається на спуск, повинен дати дорогу транспортним засобам, що рухаються вгору; що заборонено на гірських дорогах.
29. Міжнародний рух
Основне: Що повинен мати водій механічного ТЗ, що прибуває до України з іншої країни, а також водій — громадянин України, який виїжджає за кордон.
30. Номерні, розпізнавальні знаки, написи і позначення
Основне: На механічних ТЗ (за винятком трамваїв і тролейбусів) і причепах у передбачених для цього місцях встановлюються номерні знаки відповідного зразка, а в правій верхній частині вітрового скла (на внутрішньому боці) ТЗ, що підлягає обов'язковому технічному контролю, закріплюється самоклейна мітка радіочастотної ідентифікації; забороняється змінювати розміри, форму, позначення, колір і розміщення номерних знаків, наносити на них додаткові позначення або закривати їх, вони повинні бути чистими і достатньо освітленими; які розпізнавальні знаки можуть установлюватися.

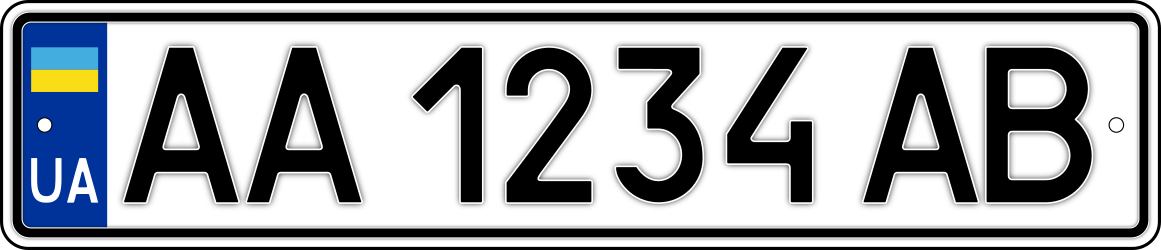
Сучасний український номерний знак

31. Технічний стан транспортних засобів та їх обладнання
Основне: Технічний стан ТЗ та їх обладнання повинні відповідати вимогам стандартів, що стосуються безпеки дорожнього руху та охорони навколишнього середовища, а також правил технічної експлуатації, інструкцій підприємств-виробників та іншої нормативно-технічної документації; забороняється експлуатація ТЗ у разі невідповідності переліченим вимогам; забороняється рух ТЗ за наявності перелічених несправностей.
32. Окремі питання дорожнього руху, що потребують узгодження
Основне: Які питання узгоджуються з підрозділами Національної поліції та сервісними центрами МВС.
33. Дорожні знаки
Основне: Перелік усіх дорожніх знаків.
34. Дорожня розмітка
Основне: Перелік усієї дорожньої розмітки.
- Додаток 1 до Правил «Дорожні знаки» — зображення всіх дорожніх знаків (згідно з розд. 33).
- Додаток 2 до Правил «Дорожня розмітка» — зображення нанесеної на умовну ділянку дороги дорожньої розмітки всіх видів (згідно з розд. 34).
- Додаток 3 до Правил «Світлофори» — зображення різновидів світлофорів (згідно з розд. 8).
- Додаток 4 до Правил «Розпізнавальні знаки» — зображення всіх розпізнавальних знаків (згідно з розд. 30).

## Відповідальність за порушення ПДР
За порушення Правил дорожнього руху та інших законодавчих актів, які регулюють дорожній рух, передбачено адміністративну відповідальність, а за серйозніші — кримінальну; в окремих випадках може наставати цивільно-правова відповідальність.
Заходи адміністративного впливу до порушників найбільш поширені. Вони застосовуються відповідно до Кодексу України про адміністративні правопорушення за вчинення адміністративних правопорушень, пов'язаних з дорожнім рухом у межах санкцій, передбачених Кодексом за їх вчинення.
У більшості випадків порушення ПДР, за які настає адміністративна відповідальність, для накладення санкції достатньо встановлення факту порушення правил, норм і стандартів щодо безпеки руху та експлуатації транспорту.
Санкції накладаються поліцією (найчастіше це штраф), а в разі, якщо передбачено оплатне вилучення ТЗ, громадські роботи, позбавлення прав керування ТЗ, адміністративний арешт — санкції накладаються судом.
Якщо порушення Правил дорожнього руху призвели до тяжких наслідків: вчинення дорожньо-транспортної пригоди, в якій загинули або були травмовані люди, або вчинено інші злочини на дорозі, порушник притягається до кримінальної відповідальності згідно з Кримінальним кодексом України.
Якщо внаслідок ДТП пошкоджені ТЗ, інше майно, або виникла інша шкода (навіть якщо водія з якихось причин не притягли до адміністративної відповідальності), він зобов'язаний відшкодувати цю шкоду. В цьому полягає цивільно-правова відповідальність.
Цей вид відповідальності в Україні підлягає обов'язковому страхуванню, тобто в разі наявності матеріальної шкоди від ДТП, страхова компанія виплатить потерпілому певну грошову суму.

## Вивчення ПДР
Знання ПДР необхідно при складанні іспитів на водійське посвідчення, для впевненості на дорозі, для спілкування зі співробітниками поліції та інших життєвих ситуаціях.
Автошколи підлягають акредитації в Міністерстві внутрішніх справ. Вони повинні мати, принаймні, кабінет (клас) по вивченню будови й експлуатації ТЗ, кабінет (клас) по вивченню ПДР та навчальний майданчик для початкового керування ТЗ.
Обов'язкова програма навчання в автошколі включає теоретичну підготовку, практичну підготовку, внутрішній екзамен та екзамен у місцевому органі МВС.
Держава забезпечує вивчення ПДР у дошкільних, позашкільних, загальноосвітніх, професійно-технічних навчальних закладах. Розвиток у дітей навичок безпечної поведінки на дорогах розпочинається в дошкільних навчальних закладах із трирічного віку. У загальноосвітніх, професійно-технічних навчальних закладах може проводитися навчання учнів Правил дорожнього руху за програмами підготовки водіїв категорій A1, A, B1, B.
Типова програма з навчання населення Правил дорожнього руху включає:
1. Загальні положення, визначення термінів
2. Обов'язки та права пішоходів і пасажирів
3. Вимоги до водіїв мопедів і велосипедів, осіб, що керують гужовим транспортом, та погоничів тварин
4. Регулювання дорожнього руху
5. Рух транспортних засобів та безпека пішоходів і пасажирів
6. Опанування загальних навичок керування ТЗ та особливі умови руху
7. Надання першої медичної допомоги потерпілим під час ДТП
8. Відповідальність за порушення ПДР[5][6][7][8].

У середніх школах проводяться тижні безпеки дорожнього руху.